# 肯达尔·吉尔
肯达尔·塞德里克·吉尔（英語：Kendall Cedric Gill，1968年5月25日—），美国NBA联盟职业篮球运动员。他在1990年的NBA选秀中第1轮第5顺位被夏洛特黄蜂选中。